# Lapa do Salitre
Lapa do Salitre é uma caverna de calcário localizada no município brasileiro de Campo Formoso, na Bahia. A caverna mede cerca de 5670 metros de comprimento.